# Pibehejre
Pibehejre (latin: Syrigma sibilatrix) er en fugleart, der lever i Sydamerika.